# Ultraperifeer gebied
Een ultraperifeer gebied (UPG) of ultraperifere regio (UPR) is een gebiedsdeel van een lidstaat van de Europese Unie waar de EU-wetgeving geldt maar waar het mogelijk is om vanwege de grote afstand tussen deze gebieden en het metropolitane Europa, uitzonderingen te maken in de geldigheid van de wetgeving. Ultraperifere gebieden worden beschouwd als integraal onderdeel van de Europese Unie, in tegenstelling tot de Landen en gebieden overzee.
Er zijn negen zogenaamde ultraperifere gebieden (UPG): Guadeloupe, Frans-Guyana, Martinique, Mayotte en Réunion (vijf overzeese departementen van Frankrijk), Saint-Martin (een overzeese gemeenschap van Frankrijk), de Canarische Eilanden (die bij Spanje horen), en de Azoren en Madeira (die bij Portugal horen).
De UPG liggen vaak op grote afstand van het Europese continent. Door hun bijzondere ligging vormen ze bruggenhoofden voor de ontwikkeling van de Europese handelsrelaties met derde, doorgaans minder ontwikkelde, buurlanden. Voorts beschikt de Europese Unie mede dankzij de ultraperifere regio's over 's werelds grootste zeeterritorium met een economische zone van 25 miljoen km².

## EG-verdrag
Een verklaring bij het EG-verdrag is gewijd aan de UPG, terwijl op grond van artikel 299, tweede lid, van het EG-verdrag specifieke maatregelen kunnen worden genomen voor deze gebieden. In de verklaring wordt de grote structurele achterstand van deze gebieden erkend. Voorts komen alle UPG voor de periode 2000-2006 in aanmerking voor doelstelling 1 van het sociaal en regionaal beleid. De verklaring voorziet in de mogelijkheid specifieke maatregelen te nemen voor deze gebieden, die kampen met een objectieve economische en sociale achterstand. Op basis van artikel 299 kan de Raad specifieke maatregelen aannemen om de voorwaarden voor de toepassing van het verdrag en het gemeenschappelijk beleid op deze ultraperifere gebieden vast te stellen.

## Veranderingen
Saint-Martin en Saint-Barthélemy, tot dan toe gemeenten in het departement Guadeloupe, kregen op 15 juli 2007 de status van overzeese gemeenschap (collecitivité d'outre-mer). Deze overzeese gemeenschappen combineren de bevoegdheden van gemeenten, (overzeese) departementen en regio's, maar ze hebben ook een beperkt aantal bevoegdheden van de Franse staat overgenomen. Saint-Barthélemy kreeg op 1 januari 2012 de LGO-status. Saint-Martin behoudt (vooralsnog) de status van ultraperifeer gebied.
Mayotte, dat op 31 maart 2011 een overzees departement van Frankrijk werd, werd op 1 januari 2014 een ultraperifeer gebied van de Europese Unie.
Er bestaan plannen om na de evaluatie die vijf jaar na de staatkundige hervormingen van de Nederlandse Antillen gepland staat, aan de nieuwe openbare lichamen Bonaire, Saba en Sint Eustatius de UPG-status toe te kennen. De in 2011 ingevoerde munteenheid (Amerikaanse dollar, USD) zal dan in principe ingewisseld moeten worden voor de euro, aangezien de hoofdregel is dat in UPG's het Gemeenschapsrecht geldt. Er zijn echter wel derogaties mogelijk. Deze uitzonderingen zijn tijdelijk, maar in de praktijk kunnen ze worden verlengd.

## Bron
Een eerdere versie van deze pagina is afkomstig van de website van de Europese Unie . Overname toegestaan indien de bron wordt vermeld: © Europese Gemeenschappen, 1995-2006